# San Bonifacio (Verona)
San Bonifacio és un comune (municipi) de la província de Verona, a la regió italiana del Vèneto, situat a uns 80 quilòmetres a l'oest de Venècia i a uns 25 quilòmetres a l'est de Verona.
A 1 de gener de 2020 la seva població era de 21.536 habitants.
San Bonifacio limita amb els següents municipis: Arcole, Belfiore, Gambellara, Lonigo, Monteforte d'Alpone i Soave.